# Cantiga de amor
La cantiga de amor (canzoncina d'amore) è un tipo di composizione letteraria del medioevo, propria della poesia galiziano-portoghese, derivante dalla cançó della letteratura trobadorica occitana. Incentrata sul tema dell'amor cortese, sulla passione amorosa del cavaliere per la sua dama (o senhor), passione quasi mai corrisposta.
Per quanto concerne la tematica, quasi tutti i componimenti poetici trattano il tema della coita (tristezza) del poeta, causata dallo sdegno o dal rifiuto (sanha) della sua donna, la quale viene chiamata al maschile (senhor) sulla scia della tradizione letteraria provenzale. La terminologia feudale viene traslata, come per la cansó provenzale, nell'esperienza amorosa.
Il trovatore deve fedeltà e lealtà al suo [ovvero sua] senhor, e la descrive elogiandone l'aspetto fisico e le sue virtù (con aggettivi come ben talhada, bon parescer...). Tuttavia non si addentra molto nella descrizione, dato che deve serbare il segreto della sua identità (concetto questo conosciuto come mesura).
Dal punto de vista metrico, la cantiga de amor di solito ha la stessa struttura della cosiddetta cantiga de maestría: quattro strofe di sette versi ottonari o decasillabi, con schema metrico abbaccb, abbacca, ababcca, ababccb. In esse ha grande importanza il parallelismo.
Alcuni cultori notevoli delle cantigas de amor furono il re del Portogallo Don Dinís, Pero da Ponte, Martim Soares e Paio Soares de Taveirós.